# مارمولکان دوزبانه
مارمولکان دوزبانه (به لاتین: Diploglossidae) خانواده‌ای از مارمولک‌های مارمولک‌ریختان بومی قاره آمریکا است. اعضای سردهٔ Celestus و Diploglossus در انگلیسی به عنوان galliwasps شناخته می‌شوند. آن‌ها در گذشته زیرخانواده مارمولکان بی‌دست‌وپا در نظر گرفته می‌شدند، اما شواهد ژنتیکی نشان داده‌است که آنها نسبت به مارمولکان بی‌پای آمریکایی با سایر اعضای Anguidae کمتر مرتبط هستند.